# Henk Janssen (voetballer, 1957)
Henk Janssen (Siebengewald, 23 mei 1957) is een voormalig Nederlandse profvoetballer die voor FC VVV en Eindhoven heeft gespeeld.
Janssen werd in 1976 door FC VVV overgenomen van de Gennepse tweedeklasser Vitesse '08. Hij maakte zijn competitiedebuut op 28 augustus 1977 in de thuiswedstrijd tegen AZ '67 (2-2) als invaller voor Stefan Kurcinac. De linkeraanvaller werd door trainer Hans Croon ooit bestempeld als de nieuwe Rob Rensenbrink maar slaagde er nooit echt in om die belofte waar te maken. Na een jaar op huurbasis voor Eindhoven te hebben gespeeld, keerde Janssen in 1984 terug bij FC VVV. Hij was erbij als basisspeler toen de Venlose club op de slotdag van het seizoen 1984-1985 dankzij een thuisoverwinning op Eindhoven (2-1) weer naar de Eredivisie promoveerde. Janssen sloot zijn spelerscarrière af bij Vitesse '08 waar hij ook van 2001 tot 2004 hoofdtrainer was.

## Profstatistieken
| Seizoen         | Club            | Competitie      | Competitie | Competitie | Beker | Beker | Overige | Overige | Totaal | Totaal |
| Seizoen         | Club            | Competitie      | Wed.       | Dlp.       | Wed.  | Dlp.  | Wed.    | Dlp.    | Wed.   | Dlp.   |
| --------------- | --------------- | --------------- | ---------- | ---------- | ----- | ----- | ------- | ------- | ------ | ------ |
| 1976/77         | FC VVV          | Eredivisie      | 0          | 0          | 0     | 0     | —       | —       | 17     | 0      |
| 1977/78         | FC VVV          | Eredivisie      | 19         | 1          | 1     | 0     | 6       | 1       | 26     | 2      |
| 1978/79         | FC VVV          | Eredivisie      | 31         | 4          | 1     | 0     | —       | —       | 32     | 4      |
| 1979/80         | FC VVV          | Eerste divisie  | 34         | 7          | 1     | 0     | —       | —       | 35     | 7      |
| 1980/81         | FC VVV          | Eerste divisie  | 32         | 10         | 3     | 0     | —       | —       | 35     | 10     |
| 1981/82         | FC VVV          | Eerste divisie  | 29         | 5          | 2     | 0     | 3       | 0       | 34     | 5      |
| 1982/83         | FC VVV          | Eerste divisie  | 18         | 5          | 0     | 0     | 4       | 0       | 22     | 5      |
| 1983/84         | Eindhoven       | Eerste divisie  | 22         | 9          | 1     | 0     | —       | —       | 23     | 9      |
| 1984/85         | FC VVV          | Eerste divisie  | 23         | 6          | 2     | 0     | —       | —       | 25     | 6      |
| Carrière totaal | Carrière totaal | Carrière totaal | 208        | 47         | 11    | 0     | 13      | 1       | 232    | 48     |